# Валдерзе (род)
Валдерзе (на немски: Waldersee) e немски благороднически род от Анхалт-Десау, издигнат в пруското графско съсловие през 1786 г.
Резиденцията на графовете от Валдерзе е чифлик Ватернеферсторф, наричан днес също чифлик Валдерзе в източен Шлезвиг-Холщайн.
Родът на графовете на Валдерзе произлизат от преди брачната връзка на княз Леополд III фон Анхалт-Десау (1740 – 1817) с Йоханна Елеонора фон Найтшюц, род. Хофмайер (1739 – 1816), дъщеря на първия свещеник на реформираната църква към Цербст и сестра на архидякона на голямата църква в Десау.
Неговите три деца получават фамилното име на измрялата през 15 век благородническа фамилия Валдези или на бившия замък Валдерзе в Анхалт и са издигнати на 15 октомври 1786 г. в пруското графско съсловие. Син му Франц фон Валдерзе (1763–1823), немски чиновник и писател, получава подарък през 1795 г. палат Валдерзе в Десау за резиденция. Той се жени за втората си братовчедка Луиза Каролина Казимира Софи графиня фон Анхалт (1767–1842), внучка на Вилхелм Густав фон Анхалт-Десау, и има три сина и три дъщери. Неговият внук Алфред граф фон Валдерзе (1832–1904) e пруски генерал-фелдмаршал.
- Мари графиня фон Валдерзе (1837–1914)
- Алфред граф фон Валдерзе (1832–1904)